# GINIE
GINIE（ジニー）は、ソフトバンクモバイルおよびY!mobileの顧客情報管理システムである。

## 解説
クライアント側の端末はPCもしくはiPadとなっており、結果としてOSもWindows及びiOSである。GINIEソフトウェアをインストールして使用。
GINIEを導入することで通常のiPadやPCと同じ使い方はほぼできない状態となる。
クライアントのOSは順次iOSに統一されるようになっている。
特別なハードウェアとしてはマルチデバイスを必要とする。現在はiOS13の端末が主流になっている。